# لینکلن، انگلستان
لینکلن (به انگلیسی: Lincoln) شهری است در انگلستان واقع در ناحیه میدلند شرقی. جمعیت این شهر ۸۸٬۴۰۰ نفر است. فاصله زمانی شمال لندن تا شهر لینکلن بوسیله قطار ۲ ساعت و ۱۵ دقیقه است. لینکلن مرکز اصلی کار و امکانات در لینکلن شایر مرکزی (Central Lincolnshire) است و نقش گسترده‌ای در منطقه ای ایفا می‌کند که بخش عمده لینکلن شایر و ناتینگهام شایر را پوشش می‌دهد. از جاذبه‌های دیدنی آن می‌توان به پارک طبیعت ویسبی (Whisby Nature Park) واقع در هفت مایلی جنوب غربی لینکلن اشاره کرد، با مساحتی بالغ بر ۱۶۰ جریب، دارای حیات وحش، دریاچه، حوضچه، جنگل، بوته زار و مرتع است.

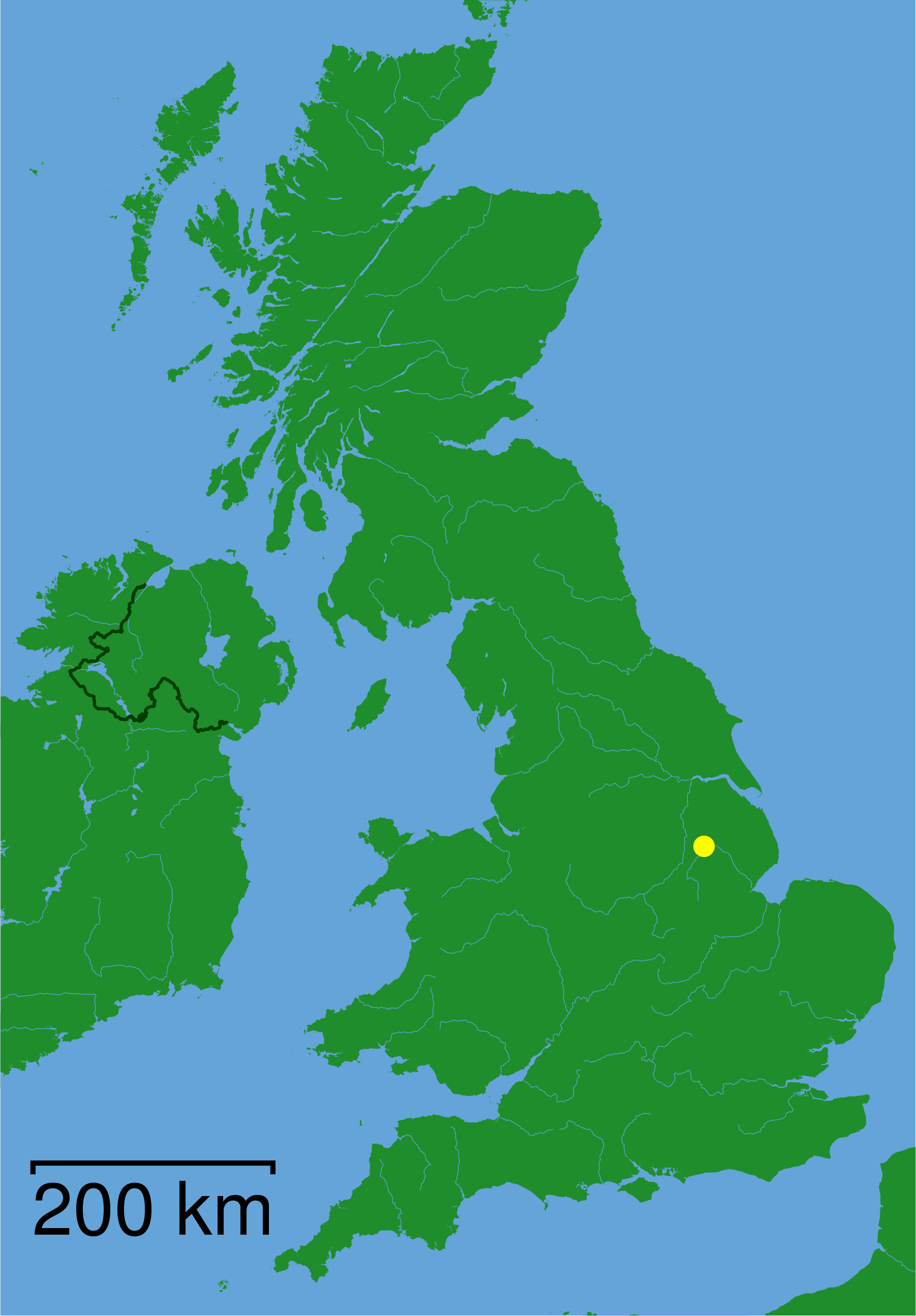